# 옥종고등학교
옥종고등학교(玉宗高等學校)는 대한민국 경상남도 하동군 옥종면 양구리에 있는 공립 고등학교이다.

## 학교 연혁
- 1972년 12월 4일 : 옥종고등학교 설립인가
- 1973년 3월 6일 : 옥종고등학교 개교
- 1976년 2월 28일 : 제1회 졸업식(졸업생 93명)
- 1982년 3월 1일 : 옥종중 고등학교 분리
- 2004년 6월 18일 : 학칙 변경인가(보통과 3학급)
- 2011년 3월 1일 : 특수학급 인가
- 2023년 2월 9일 : 제48회 졸업식(14명 졸업, 누계 3,834명)
- 2023년 3월 2일 : 제51회 입학식(7명 입학)
- 2023년 9월 1일 : 제19대 강효열 교장 취임

## 참고 자료
- 옥종고등학교 - 한국교육학술정보원 학교알리미